# WWE Evolve
WWE Evolve, também conhecido simplesmente como Evolve (estilizado como EVOLVE), é um programa de televisão de luta livre profissional americano produzido pela empresa americana WWE, que conta com lutadores da divisão de marca Evolve da promoção, à qual os lutadores da WWE são designados para trabalhar e se apresentar. O show é transmitido ao vivo nas quartas-feiras, às 20h, no horário do leste (ET), na plataforma Tubi nos Estados Unidos e no YouTube internacionalmente. Ao contrário da maioria dos outros shows de luta livre da WWE, que são transmitidos ao vivo, os episódios do Evolve são gravados previamente.
Esta série serve como uma sucessora espiritual da promoção de luta livre profissional Evolve, que existiu de 2010 a 2020, e é liderada por Gabe Sapolsky, o proprietário da promoção original com o mesmo nome. WWE Evolve funciona como uma marca de desenvolvimento, apresentando lutadores em ascensão do WWE Performance Center e do sistema de Desenvolvimento Independente da WWE competindo na tentativa de serem promovidos ao NXT, onde lutadores mais avançados se apresentam para se preparar para possíveis chamadas ao plantel principal.

## História
Em 2009, o ex-booker da Ring of Honor, Gabe Sapolsky, anunciou a criação de uma nova promoção de luta livre profissional chamada Evolve (estilizado como EVOLVE), que começou oficialmente a produzir shows em janeiro de 2010. Ao longo dos anos, a EVOLVE se uniu ao Dragon Gate USA, formou uma parceria com a WWE e teve muitos lutadores notáveis passando pela promoção, como Cody Rhodes, Johnny Gargano e Drew McIntyre. Em 2019, a EVOLVE transmitiu seu primeiro show ao vivo na WWE Network e, como resultado das dificuldades causadas pela pandemia de COVID-19, foi adquirido pela WWE em 2 de julho de 2020.
Sapolsky foi demitido, mas depois foi recontratado pela WWE em 2022, com rumores de que a WWE planejava reviver a EVOLVE, com o projeto sendo liderado por Sapolsky. Em 30 de janeiro de 2025, a WWE registrou a marca "EVOLVE" no setor de serviços de entretenimento. Foi então oficialmente revelado que a EVOLVE seria revivida como uma marca da WWE, com as primeiras gravações da marca ocorrendo em 7 de fevereiro no WWE Performance Center. Durante o Royal Rumble em 1.º de fevereiro de 2025, a WWE anunciou que uma nova série de lutas chamada WWE Evolve estrearia no Tubi em 5 de março de 2025. O programa competirá contra o programa semanal da All Elite Wrestling (AEW), Dynamite, que é transmitido às quartas-feiras, às 20h, no horário do leste (ET), no TBS e Max, reacendendo a Wednesday Night Wars (em português: Guerra das Quartas-Feiras à Noite) que ocorreram anteriormente de 2019 a 2021.
Em um comunicado à imprensa em 3 de fevereiro de 2025, a WWE revelou que a série destacaria principalmente lutadores em ascensão do WWE Performance Center e do sistema de Desenvolvimento Independente (ID) da WWE. O objetivo é que os lutadores da WWE Evolve cheguem à principal marca de desenvolvimento da WWE, o NXT, e eventualmente ao plantel principal do Raw ou SmackDown.

## Plantel
Os lutadores apresentados na Evolve participam de rivalidades e enredos roteirizados. Os lutadores são retratados como heróis, vilões ou personagens menos distintos em eventos roteirizados que criam tensão e culminam em uma luta de wrestling.